# Piroluzit
Piroluzit je mineral, sestavljen večinoma iz manganovega(IV) oksida, in pomembna manganova ruda. Piroluzit je črne barve in amorfnega videza. Njegova struktura je pogosto zrnata, vlaknata ali stolpičasta. Včasih ima videz ledvičaste skorje. Ima kovinski sijaj, črno ali modrikasto črno črto in se zlahka drobi. Njegova gostota je okrog 4,8 g/cm3.
Njegovo ime je nastalo iz grških besed πυρ in λούω, ki pomenita ogenj in prati in nakazujeta njegovo uporabo za razbarvanje stekla.

## Nahajališča
Piroluzit in romanehit spadata med najpogostejše manganove minerale. Piroluzit se skupaj z manganitom, holanditom, hausmanitom, braunitom, halkofanitom, getitom in hematitom pojavlja v hidrotermalnih depozitih, ki so nastali v oksidativnih pogojih. Pogosto je nastal z oksidacijo manganita.  Pojavlja se tudi v barjih. 

## Uporaba
Z redukcijo piroluzita z natrijem, magnezijem, aluminijem ali z elektrolizo preide v kovinski mangan. Piroluzit se obsežno uporablja za proizvodnjo feromangana, spiegeleisena (surovega železa v veliko vsebnostjo mangana) in drugih zlitin, na primer manganovega brona. Uporablja se kot oksidant pri pridobivanju klora. Reakcijo piroluzita s klorovodikovo kislino, v kateri nastaja klor, je že leta 1774 opisal Karl Scheele. Naravni piroluzit se je uporabljal za proizvodnjo cenenih  baterij, za kakovostne baterije pa ni primeren. Uporablja se tudi za proizvodnjo dezinfekcijskih sredstev (kalijev permanganat) in razbarvanje stekla. V talinah stekla namreč oksidira ione Fe2+ v Fe3+ ione in razbarva zelene in rjave barve. Uporablja se za barvanje in tiskanje bombažnih tkanin (kaliko), barvanje stekla, keramike in opeke v vijolične, jantarne in črne barve in za izdelavo zelenih in vijoličnih barv. 

## Galerija
- Grozdičasti,
- dendritni in
- igličasti kristalni habit piroluzita.
- Kristalna struktura piroluzita